# Kingston (Nou Hampshire)
Kingston és una població dels Estats Units a l'estat de Nou Hampshire. Segons el cens del 2000 tenia 5.862 habitants.

## Demografia
Segons el cens del 2000, Kingston tenia 5.862 habitants, 2.122 habitatges, i 1.633 famílies. La densitat de població era de 115,4 habitants per km².
Dels 2.122 habitatges en un 36,4% hi vivien nens de menys de 18 anys, en un 66,2% hi vivien parelles casades, en un 7,6% dones solteres, i en un 23% no eren unitats familiars. En el 17,4% dels habitatges hi vivien persones soles el 6,5% de les quals corresponia a persones de 65 anys o més que vivien soles. El nombre mitjà de persones vivint en cada habitatge era de 2,76 i el nombre mitjà de persones que vivien en cada família era de 3,13.
Per edats la població es repartia de la següent manera: un 25,7% tenia menys de 18 anys, un 6,5% entre 18 i 24, un 32,6% entre 25 i 44, un 26,4% de 45 a 60 i un 8,8% 65 anys o més.
L'edat mediana era de 38 anys. Per cada 100 dones de 18 o més anys hi havia 97,4 homes.
La renda mediana per habitatge era de 61.522$ i la renda mediana per família de 66.509$. Els homes tenien una renda mediana de 42.256$ mentre que les dones 31.210$. La renda per capita de la població era de 28.795$. Entorn de l'1,8% de les famílies i el 2,5% de la població estaven per davall del llindar de pobresa.